# مولاي عيسى بن إدريس
مولاي عيسى بن إدريس هي قرية مغربية شمال المملكة. تنتمي مولاي عيسى بن إدريس لإقليم أزيلال الساحلي. تضم هذه القرية 12.621 نسمة (إحصاء 2004).